# Поперинге
Поперинге (на нидерландски: Poperinge) е град в Северозападна Белгия, окръг Ипер на провинция Западна Фландрия. Населението му е около 19 600 души (2006).

## Известни личности
Родени в Поперинге
- Ане Провост (р. 1964), писателка
- Дирк Фримаут (р. 1941), космонавт